# Клобушицки, Петер
Петер Клобушицки (венг. Klobusiczky Péter; 26 июня 1752 года, Австро-Венгрия — 2 июля 1843 года, Австро-Венгрия) — католический прелат, епископ Сату-Маре с 11 января 1808 года по 21 декабря 1821 год, архиепископ Калочи с 21 декабря 1821 по 2 июля 1843 год, член монашеского ордена иезуитов.

## Биография
17 октября 1769 года Петер Клобушицки вступил в монашеский орден иезуитов. 24 августа 1774 Петер Клобушицки был рукоположён в диакона и 25 сентября 1775 года его рукоположили в сан священника.
10 июля 1807 года указом австрийского императора Франца II Петер Клобушицки был назначен епископом Сату-Маре (в 1948 году объединена с епархией Оради). 11 января 1808 года Римский папа Пий VII утвердил это назначение. 21 февраля 1821 года состоялось рукоположение Петера Клобушицки в епископа, которое совершил архиепископ Эгера Иштван Фишер де Надь в сослужении с епископом Рожнявы Ференцем Саньи.
Под руководством Петера Клобушицки было завершено строительство кафедрального собора в центре епархии городе Надькарой. Основал в Надькарое семинарию. В сентябре 1821 года Петер Клобушицки провёл первый Синод епархии Сату-Маре.
21 декабря 1821 года Римский папа Пий VII назначил Петера Клобушицки архиепископом Калочи.
Скончался 2 июля 1843 года и был похоронен в крипте собора Успения Пресвятой Девы Марии в городе Калочи.